# پارکوربیس

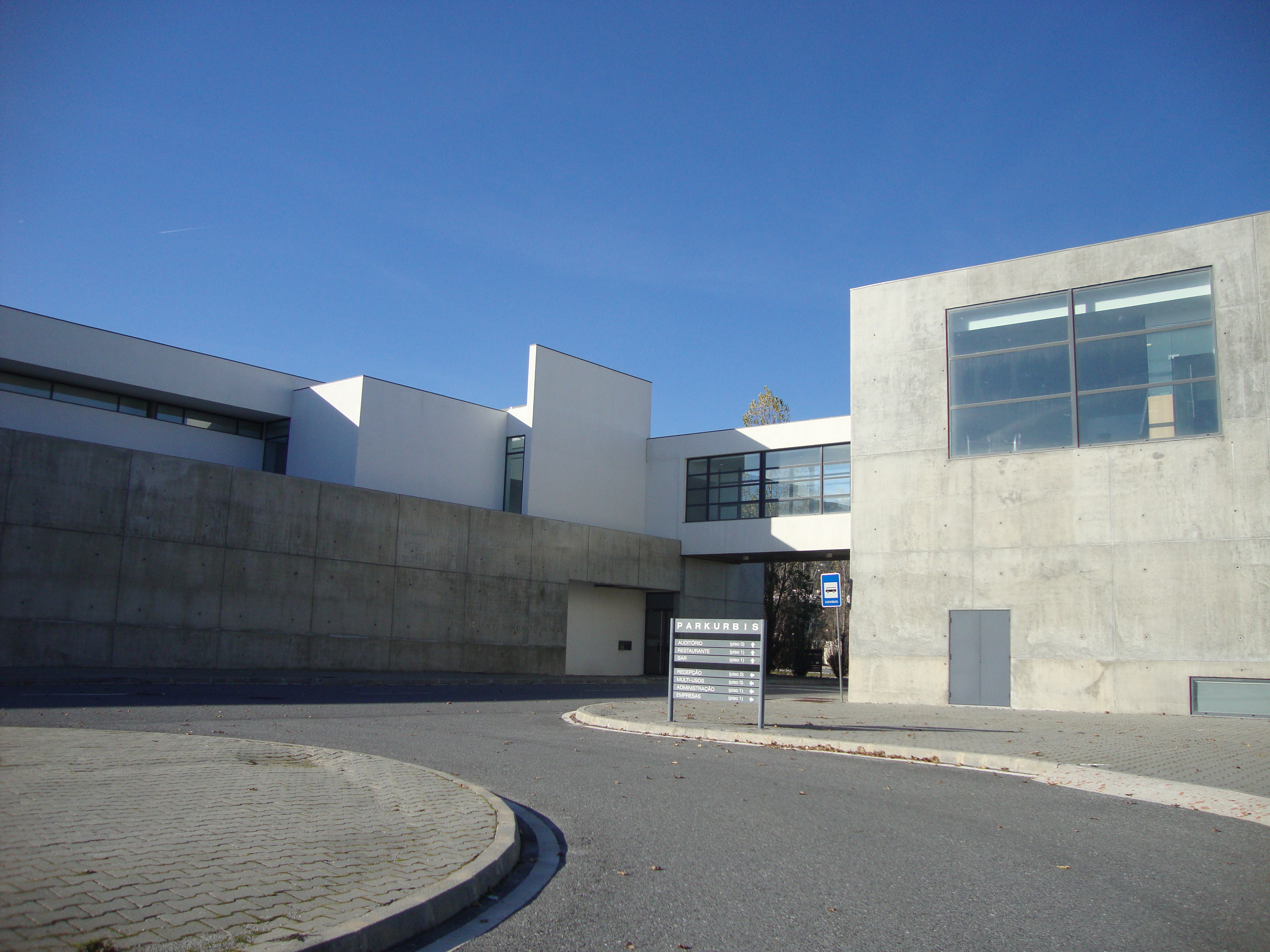
نمایی از پارکوربیس

پارکوربیس یک پارک علم و فناوری در پرتغال است. این پارک در شهر کوویلیا قرار دارد. هدف این سازمان حمایت و تقویت کسب‌وکارهای مبتنی بر فناوری‌های جدید و ارائه خدمات پشتیبانی برای شرکت نوپا و زیرساخت‌هایی است که متناسب با نیاز کارآفرینان نوآور باشد و بهترین شرایط را برای تثبیت کسب‌وکارشان در سال‌های اول فعالیت شرکت تضمین کند. یکی از اهداف اصلی این موسسه، ایجاد و برقراری ارتباط بین دانشگاه بیرا با شرکت‌ها و بازرگانان محلی است. هم‌چنین در این مرکز به رابطه بین فعالیت‌های تحقیق و توسعه با نیازهای تجارت‌های مختلف، پرداخته می‌شود. فرولاکت یکی از بزرگترین شرکت‌های صادرکننده با امکانات صنعتی در پارکوربیس است.